# LGBTQ migrace

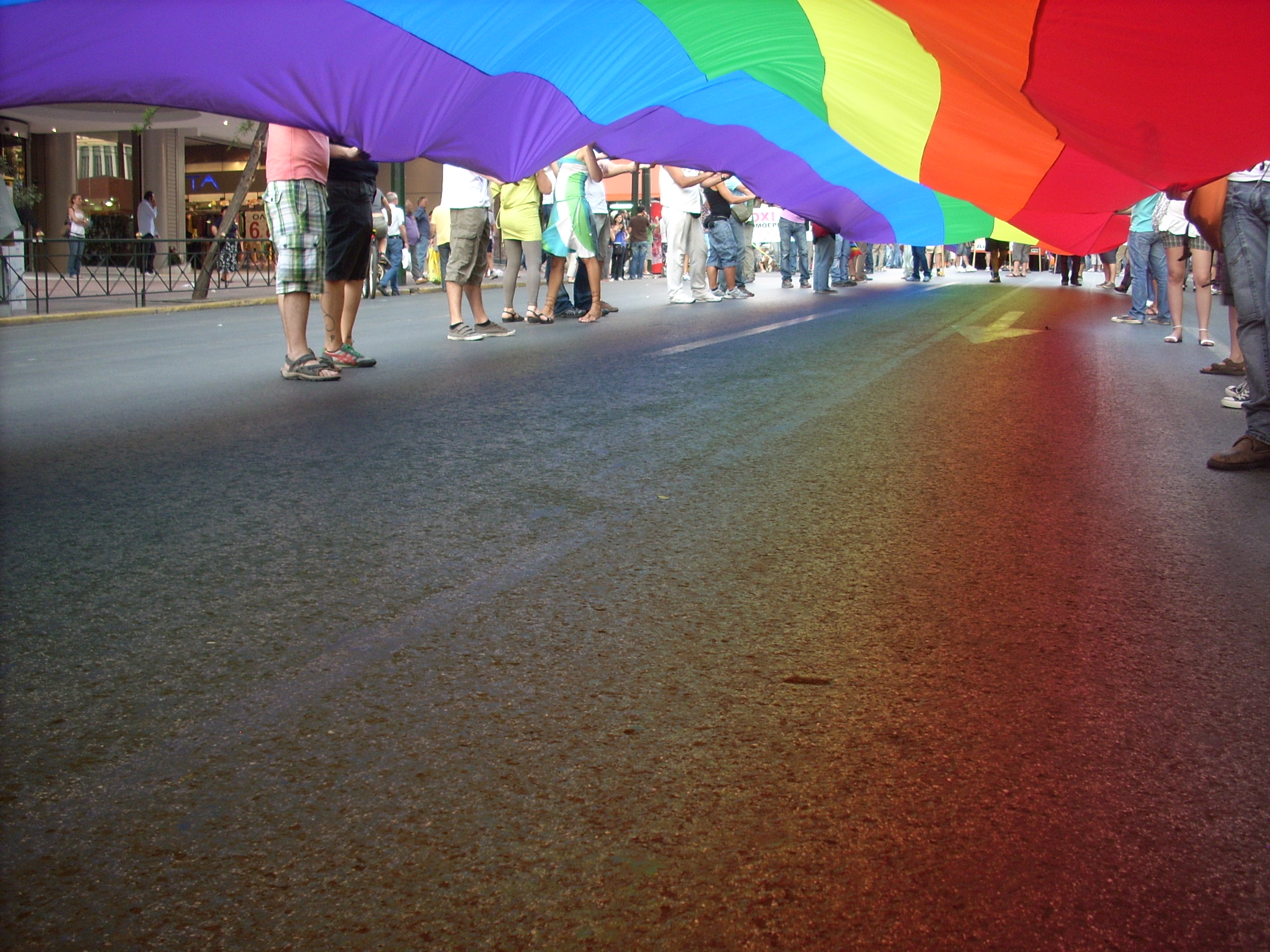
Atény, Pride Parade, 2009

LGBTQ migrace je migrace lesbických, gay, bisexuálních, transgender a queer (LGBTQ) osob do jiných zemí nebo i v rámci jedné země, s cílem uniknout diskriminaci a špatnému zacházení kvůli jejich sexualitě nebo identitě. 

## LGBTQ diskriminace a tolerance podle regionu

### Evropa

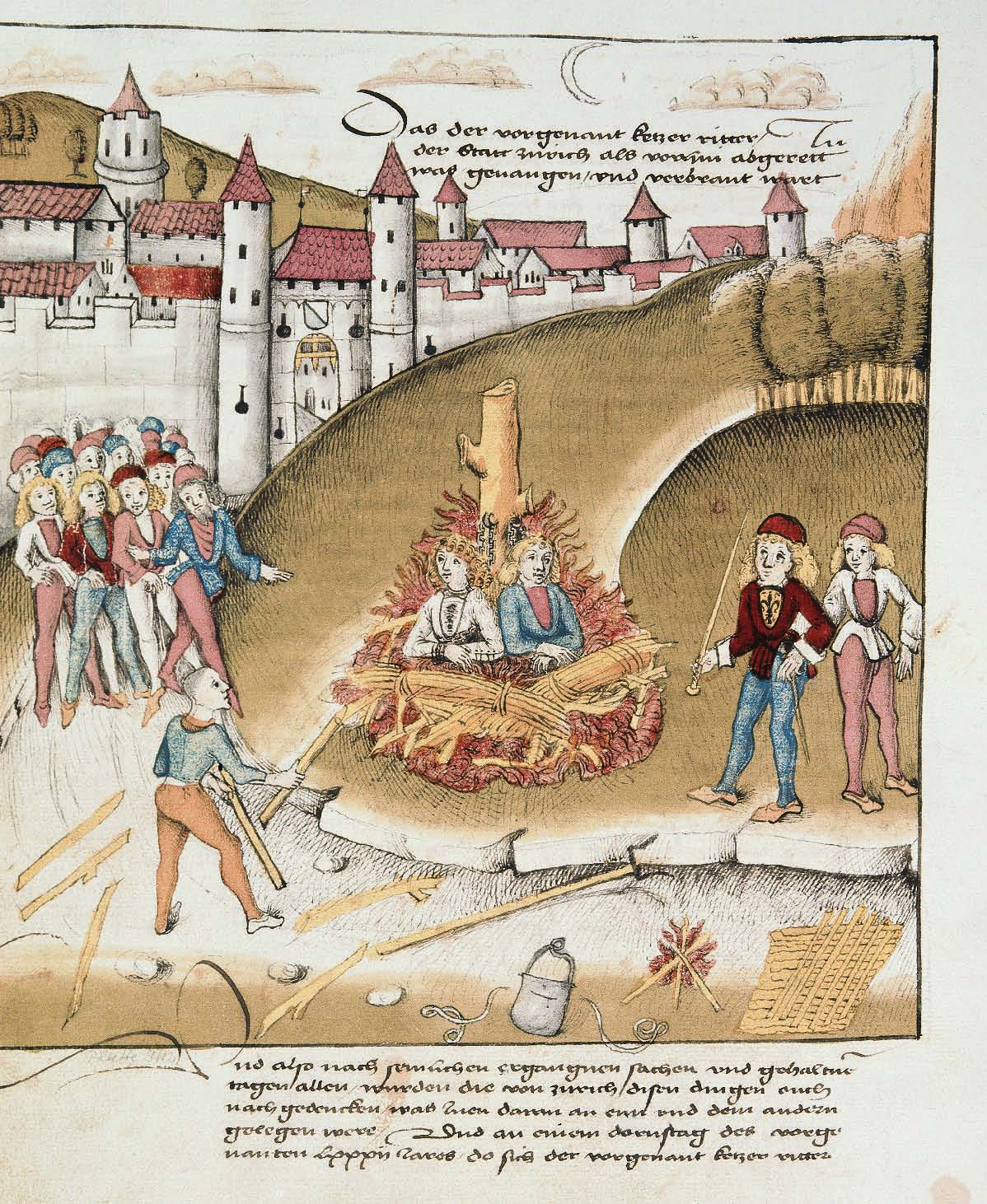
Rytíř Hohenberg se svým sluhou byli upáleni za sodomii, Curych 1482

Řekové, Římané, a většina středomořských kultur starověku oslavovala homosexualitu. Zhruba do 7. století nebyly v Evropě žádné světské zákony proti homosexualitě.
Začátkem v 16. a 17. století byla v Evropě homosexualita považována za rovnocennou biblickému hříchu sodomie, který se trestal smrtí. Později během holokaustubyli homosexuálové zatýkáni a vražděni spolu s Židy.
V Rusku, resp. v Sovětském svazu, zakázal mužskou homosexualitu zákon z roku 1933; byla trestána až 5 lety nucených prací. Tento zákon byl zrušen až v roce 1993.
Více než polovina z 80 zemí, které i nadále zakazují homosexualitu, byly kdysi britské kolonie. Lze se domnívat, že některé britské protihomosexuální zákony přijaté v 19. století si v těchto bývalých koloniích uchovaly vliv.

### Severní Amerika
Na začátku 20. století byla homosexualita považována za duševní nemoc a mohla být důvodem k zamítnutí imigrace do Spojených států a Kanady. Kanada povolila homosexuální imigraci v roce 1991.

#### Spojené státy
Ve Spojených státech se zákon o imigraci a národnosti (Immigration and Nationality Act) z roku 1965 stal prvním zákonem, který explicitně zabraňoval „sexuálním deviantům“ vstup do země a také uděloval povinnost Imigrační a naturalizační službě (Imigration and Naturalizaci Service, INS) deportovat tyto jedince.
Tzv. levandulová panika vedla k dalšímu pronásledování homosexuálů. Po válce byla zahájena ve Washingtonu D. C. tzv. „Pervert Elimination Campaign“ („Kampaň za eliminaci úchylů“) a v D.C. pak byli zatýkáni gayové, kteří následně přišli o práci.
Armáda Spojených států oficiálně zakazovala homosexuálům sloužit až do roku 2011. Zákon známý jako „Don’t ask, don’t tell“ („Neptej se, neříkej“) povoloval LGB osobám sloužit v armádě, jen pokud drželi svou sexualitu v tajnosti. Obamova administrativa povolila LGB osobám sloužit v armádě otevřeně.

#### Mexiko
V Mexiku bylo mezi roky 2002 a 2007 zavražděno zhruba 1000 homosexuálů (většinou gayové). To z Mexika činí zemi s druhou nejvyšší mírou homofobního násilí na světě (první je Brazílie). Pouze u 16 žen bylo v letech 1995 až 2004 prokázáno, že byly zavražděny kvůli své homosexualitě.

### Asie

#### Čína
Bisexuální chování bylo ve starověké Číně považováno za normální. Čína začala vnímat homosexualitu jako duševní nemoc v pozdních letech vlády dynastie Čching, a homosexualita pak byla zakázána v roce 1740. Později homosexualita v Čínské republice nebyla nelegální, ale byla sledována.

#### Afghánistán
Za vlády Talibanu byli muži obvinění ze sodomie zabíjeni i tak, že na ně byla shozena kamenná zeď. Po pádu Talibanu se homosexualita začala trestat pokutami a tresty odnětí svobody.

#### Írán
V Íránu funguje částečně jako „morální policie“ dobrovolná milice Basídž. Mimo jiné je Basídž známá pro pronásledování LGBT osob.

#### Izrael
Diskriminace leseb a gayů je výslovně zakázána. Izraelská vláda také poskytuje finanční prostředky LGBT organizacím a premiér veřejně odsoudil zločiny z nenávisti k LGBT. 

#### Severní Korea
Severokorejská vláda tvrdí, že gay kultura je způsobena neřestmi kapitalistické společnosti. Homosexualita může být potrestána až 2 roky vězení.

#### Saúdská Arábie
V Saúdské Arábii může být za homosexualitu udělen až trest veřejné popravy. Mezi další tresty patří nucená změna pohlaví, pokuta, věznění a bičování.

### Afrika
Řada afrických zemí (např. Mauritánie, Súdán a severní státy Nigérie) trestá homosexualitu smrtí a lesby a gayové bývají i ukamenováni. Institucionální sexuální pronásledování je také na denním pořádku v Kamerunu, Burundi, Rwandě, Ugandě a Gambii. Zimbabwe zakázala homosexualitu v roce 1995.

### Austrálie
Na počátku 20. století mohla homosexualita být legálním důvod pro deportaci z Austrálie. Oficiálně byla povolena imigrace homosexuálů v 80. letech 20. století.

## Současné trendy migrace
Mezi země známé značnou emigrací LGBTQ osob patří Írán, Irák, Jamajka, Pákistán, Saúdská Arábie, Mexiko a Brazílie.
LGBTQ osoby často migrují do zemí, jako jsou Kanada, Velká Británie nebo Spojené státy, kde hledají bezpečí a přijetí. Ve Spojených státech byl v roce 1994 přijat zákon, který uznal sexuální pronásledování jako legitimní důvod pro udělení azylu. Později, během svého úřadování, prezident Barack Obama nařídil federálním agenturám, aby při posuzování žádostí o azyl zohledňovaly pronásledování LGBTQ osob. 

### Migrace LGBT+ osob z Blízkého východu do Izraele a situace v Řecku
Izrael v roce 1951 ratifikoval Úmluvu o právním postavení uprchlíků, která teoreticky zaručuje ochranu a azyl každému, kdo má ‚opodstatněný strach z pronásledování‘, a zakazuje navracení uprchlíků do zemí, kde by jim hrozilo nebezpečí. I když Izrael tuto politiku důsledně neuplatňuje, palestinští LGBT+ migranti našli přijetí v rámci izraelské LGBT+ komunity. V Izraeli jsou navíc uznávána manželství osob stejného pohlaví uzavřená v zahraničí, i když v samotném Izraeli nejsou sňatky gayů legální. To vedlo k významné LGBT+ migraci z Blízkého východu do Izraele.“ 
Tel Aviv byl v roce 2010 nazván časopisem Out „gay metropolí Blízkého východu“.
Řecko ve srovnání s některými svými sousedy projevuje větší toleranci k LGBT+ osobám a přijímá i LGBT+ žadatele o azyl.

### Irská LGBTQ migrace do Londýna
Tradičně se obyvatelé Irska stěhují za prací do Anglie, přičemž Londýn je pro ně obzvláště atraktivní. V posledních letech je však patrný i nárůst migrace osob z komunity LGBTQ+, které hledají tolerantnější prostředí. Velká mezinárodní města jsou často více různorodá a mají již početnou LGBT komunitu.